# 薩米特鎮區 (明尼蘇達州斯蒂爾縣)
薩米特鎮區（英語：Summit Township）是位於美國明尼蘇達州斯蒂爾縣的一個行政鎮區。

## 歷史
薩米特鎮區於1858年成立，因其位於分水岭，海拔相對較高而得名。

## 地方資料
薩米特鎮區的面積為93.14平方千米，當中陸地面積為93.06平方千米，而水域面積為0.08平方千米。根據2020年美國人口普查的數據，當地共有人口433人，而人口密度為每平方千米4.65人。